# Championnats de Saint-Martin (île) de cyclisme sur route
Les championnats de Saint-Martin (île)  de cyclisme sur route sont les championnats nationaux de cyclisme sur route organisés par la Fédération cycliste de Saint-Martin (île).

## Hommes

### Podiums de la course en ligne
| Année | Vainqueur   | Deuxième      | Troisième    |
| ----- | ----------- | ------------- | ------------ |
| 2021  | Kianny Noel | Cassey Martin | Kayle Amacin |

### Podiums du contra-la-montre
| Année | Vainqueur      | Deuxième       | Troisième     |
| ----- | -------------- | -------------- | ------------- |
| 2021  | Reni Arrondell | Gregory Pigeon | Cassey Martin |
| 2022  | Mark Maindwell |                |               |